# At-Tamarikijja
At-Tamarikijja (arab. الطمارقية) – wieś w Syrii, w muhafazie Hama. W 2004 roku liczyła 607 mieszkańców.